# Сутра
Су́тра (санскр. सूत्र IAST: sūtra, «нить»), она же су́тта (пали: sutta) — в древнеиндийской литературе лаконичное и отрывочное высказывание, афоризм, позднее — своды таких высказываний. В сутрах излагались различные отрасли знания, почти все религиозно-философские учения Древней Индии.
Язык сутры характеризуется образностью и афористичностью, в сутрах часто используются притчи.
В буддизме сутры построены в основном в форме диалогов или бесед (обычно Будды, бодхисаттвы или патриарха с учениками), в которых излагались основы учения.
Свиток сутры иногда используется в культовых изображениях в качестве атрибута божества, бодхисаттвы (например, бодхисаттвы Самантабхадры), являясь символом мудрости. На алтаре символизирует дхарму.

## Сутры индуизма
В индуизме существует несколько групп текстов, принадлежащих к категории сутр:
- Дхарма-сутры (VI—V века до н. э.) — ведийские устные правовые нормы.
- Кальпа-сутры — вспомогательные ритуаловедческие тексты, входящие в состав шрути;
- Смрити-сутры — группа из 6-и основополагающих текстов философии индуизма:
  1. Йога-сутры Патанджали;
  2. Санкхья-карики Ишваракришны[1];
  3. Ньяя-сутры Акшапады Гаутамы;
  4. Вайшешика-сутры Канады;
  5. Пурва-миманса-сутры Джаймини;
  6. Веданта-сутры Бадараяны.
- Ряд текстов, принадлежащих как различным религиозно-философским школам индуизма, так и описывающих определённые сферы жизнедеятельности[2]:
  - Бхригу-сутры риши Бхригу;
  - Ватуланатха-сутра Ватуланатхи;
  - Дайвика-сутра Вайкханасы;
  - Кадамбара-свикарана-сутра — одна из камашастр (авторство приписывается легендарному царю Пуруравасу, бывшему супругом апсары Урваши);
  - Кальпа-сутра Вайкханасы;
  - Кама-сутры Ватьсьяяны;
  - Каула-сутры Шитикантхи
  - Локаята-сутры Чарваки или риши Брихаспати[3];
  - Нарада-бхакти-сутры риши Нарады;
  - Нити-сутры Чанакьи;
  - Паурава-манасиджа-сутра — одна из камашастр;
  - Пашупата-сутры Лакулиши;
  - Пратьяхара-сутры Панини — часть «Аштадхьяи»;
  - Шакти-сутры риши Агастьи;
  - Шандилья-бхакти-сутры риши Шандильи;
  - Шива-сутры Васугупты;
  - Шри-видья-ратна-сутры Гаудапады.

## Сутры буддизма
- Список сутт «Мадджхима-никая»
- Дхармачакра-правартана-сутра
- Лотосовая сутра